# 브루저 브로디

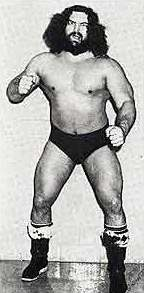

브루저 브로디(Bruiser Brody, 1946년 6월 18일 ~ 1988년 7월 17일)은 본명은 프랭크 도날드 구디쉬(Frank Donald Goodish)다. 미국의 남자 프로레슬링선수다. 1973년 프로레슬링 입문으로 피니쉬는 점핑 니 드롭으로 하나만 사용을 한다. 키는 204cm(6 ft 8 in)에다가 몸무게는 147kg(324 lb)이다. 그가 사망한 이유는 락커룸의 샤워실에서 동료 레슬러 호세 곤잘레스가 칼로 브루저 브로디를 찔러 사망하게 된다. (항년 나이 42세다.)

## Professional wrestling highlights
- Finishing moves
  - Jumping knee drop, sometimes from the highest rope
- Signature moves
  - Backbreaker rack
  - Diving overhead chop
  - Falling powerslam
  - Jumping high knee
  - Multiples kick variations
    - Heel
    - High
    - Running big boot

  - One-hand body slam
  - Piledriver
  - Running leg drop
  - Vertical suplex powerslam

- Manager
  - Bruno Downtown
  - Oliver Humperdink

- Entrance themes
  - Immigrant Song by Led Zeppelin

## 수상
- NWA 인터내셔널 헤비웨이트 챔피언 (3회)
- PWF 월드 태그팀 챔피언 (1회) - 스턴 한 센
- 월드스 스트롱이스트 태그 디토로미네이션 리그 (1981) - 지미 스누카
- 월드스 스트롱이스트 태그 디토로미네이션 리그 (1983) - 스턴 한 센
- 재뉴어리 쓰리 고라쿠엔 홀 헤비웨이트 배틀 로얄 (1979)
- NWA 샌트럴 스테이츠 헤비웨이트 챔피언 (1회)
- NWA 샌트럴 스테이츠 태그팀 챔피언 (1회) - 어니 랫
- NWA 플로리다 헤비웨이트 챔피언 (1회)
- NWF 인터내셔널 챔피언 (1회)
- NWA 아메리칸 헤비웨이트 챔피언 (4회)
- NWA 아메리칸 태그팀 챔피언 (3회) - 캐리 번 에리히
- NWA 브라스 너클 챔피언 (8회)
- NWA 텍사스 헤비웨이트 챔피언 (1회)
- NWA 텍사스 태그팀 챔피언 (3회) - 마크 요크 (1회), 기노 에르난데스 (1회), 캐리 번 에리히 (1회)
- WCWA 텔레비전 챔피언 (1회)
- NWA 유니파이드 스테이츠 태그팀 챔피언 (2회) - 스턴 한 센
- 클래스 오브 2014
- 에디터스 어워드 (1988) - 아드리안 아도니스
- 랭크드 넘버 14 오브 더 500 탑 레슬링 오브 더 "PWI 이열즈" 인 2003
- SCW 서든 브라스 너클 챔피언 (1회)
- SCW 월드 태그팀 챔피언 (1회) - 딕 슬레이터
- 클래스 오브 2007
- 클래스 오브 2013
- 라이프타임 어취브먼트 어워드 (1988)
- NWA 웨스턴 스테이츠 헤비웨이트 챔피언 (1회)
- 월드 브라스 너클 챔피언 (1회)
- WWA 월드 헤비웨이트 챔피언 (1회)
- 파이브 스타 매치 (1984) - 스턴 한 센 vs 도리 앤 테리 1984년 12월 8일
- 베스트 브롤러 (1980 ~ 1984, 1987, 1988)
- 레슬링 옵저버 뉴스레터 홀 오브 페임 (클래스 오브 1996)

## 같이 보기
- 디 아이언 클로